# Prêmio Nike de Literatura
O Prêmio NIKE de Literatura, em inglês NIKE Literary Award e em polonês (Nagroda Literacka NIKE) é um dos mais prestigiados prêmios da literatura Polonesa. Estabelecido em 1997 e fundado pela Gazeta Wyborcza, é realizado anualmente em Outubro para o melhor livro de um autor escrito em Polonês publicado no ano anterior. 

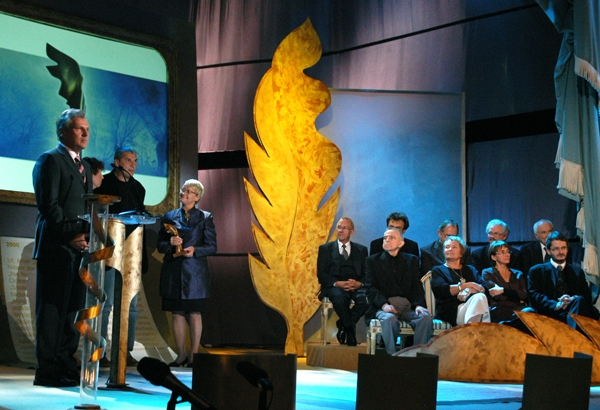
Cerimónia dos prémios NIKE 2005com o antigo presidente polaco Aleksander Kwaśniewski

## Laureados

### Prêmio do Júri
- 2018 - Marcin Wicha, Rzeczy, których nie wyrzuciłem
- 2017 - Cezary Łazarewicz, Żeby nie było śladów. Sprawa Grzegorza Przemyka
- 2016 - Bronka Nowicka, Nakarmić kamień
- 2015 - Olga Tokarczuk, Księgi Jakubowe
- 2014 – Karol Modzelewski, Zajeździmy kobyłę historii. Wyznania poobijanego jeźdźca
- 2013 - Joanna Bator, Ciemno, prawie noc
- 2012 – Marek Bieńczyk, Książka twarzy
- 2011 – Marian Pilot, Pióropusz
- 2010 – Tadeusz Słobodzianek, Nasza Klasa
- 2009 – Eugeniusz Tkaczyszyn-Dycki, Piosenka o zaleznosciach i uzaleznieniach
- 2008 - Olga Tokarczuk, Bieguni
- 2007 - Wiesław Myśliwski, Traktat o łuskaniu fasoli
- 2006 - Dorota Masłowska, Paw królowej ("The Queen's Peacock")
- 2005 - Andrzej Stasiuk, Jadąc do Babadag ("Travelling to Babadag")
- 2004 - Wojciech Kuczok, Gnój ("Muck")
- 2003 - Jarosław Marek Rymkiewicz, Zachód słonca w Milanówku ("Sunset in Milanówek")
- 2002 - Joanna Olczak-Roniker, W ogrodzie pamięci ("In the garden of memory")
- 2001 - Jerzy Pilch,  Pod Mocnym Aniołem ("The Strong Angel Inn")
- 2000 - Tadeusz Różewicz, Matka odchodzi ("Mother is leaving")
- 1999 - Stanisław Barańczak, Chirurgiczna precyzja ("Surgical precision").
- 1998 - Czesław Miłosz,  Piesek przydrożny (English edition: Road-side dog, New York: Farrar Straus Giroux, 1998, ISBN 0-374-25129-0)
- 1997 - Wiesław Myśliwski, Widnokrąg ("Horizon")

### Prêmio do Público
- 2018 - Marcin Wicha, Rzeczy, których nie wyrzuciłem
- 2017 - Stanisław Łubieński, Dwanaście srok za ogon
- 2016 - Magdalena Grzebałkowska, 1945. Wojna i pokój
- 2015 - Olga Tokarczuk, Ksiegi Jakubowe
- 2014 - Ignacy Karpowicz, Ości
- 2013 - Szczepan Twardoch, Morfina
- 2012 – Andrzej Franaszek, Miłosz : biografia
- 2011 – Sławomir Mrożek, Dziennik 1962–1969
- 2010 – Magdalena Grochowska, Jerzy Giedroyc. Do Polski ze snu
- 2009 – Krzysztof Varga, Gulasz z turula
- 2008 – Olga Tokarczuk, "Bieguni
- 2007 - Mariusz Szczygieł, Gottland
- 2006 - Wisława Szymborska, Dwukropek ("Colon")
- 2005 - Ryszard Kapuściński, Podróże z Herodotem ("Journeys with Herodot")
- 2004 - Wojciech Kuczok, Gnój ("Muck")
- 2003 - Dorota Masłowska, Wojna polsko-ruska pod flagą biało-czerwoną (English edition: Snow White and Russian Red, New York: Grove Press/Black Cat, 2005, ISBN 0-8021-7001-3)
- 2002 - Olga Tokarczuk, Gra na wielu bębenkach ("Playing on many drums")
- 2001 - awarded jointly to Jerzy Pilch for Pod Mocnym Aniołem ("The Strong Angel Inn"), and Jan T. Gross for Sąsiedzi (Edição inglesa: Neighbors: The Destruction of the Jewish Community in Jedwabne, Princeton, NJ: Princeton University Press, 2001, ISBN 0-14-200240-2)
- 2000 - Tadeusz Różewicz, Matka odchodzi ("Mother is leaving")
- 1999 - Olga Tokarczuk, Dom dzienny, dom nocny (English edition: House of Day, House of Night. Writings from an unbound Europe,  Evanston, IL: Northwestern University Press, 2003, ISBN 0-8101-1892-0)
- 1998 - Zygmunt Kubiak, Mitologia Greków i Rzymian" ("The Mythology of the Greeks and Romans")
- 1997 - Olga Tokarczuk, Prawiek i inne czasy ("Primeval and other times")